# Ballinamallard
Ballinamallard ou Bellanamallard est un village du comté de Fermanagh en Irlande du Nord.

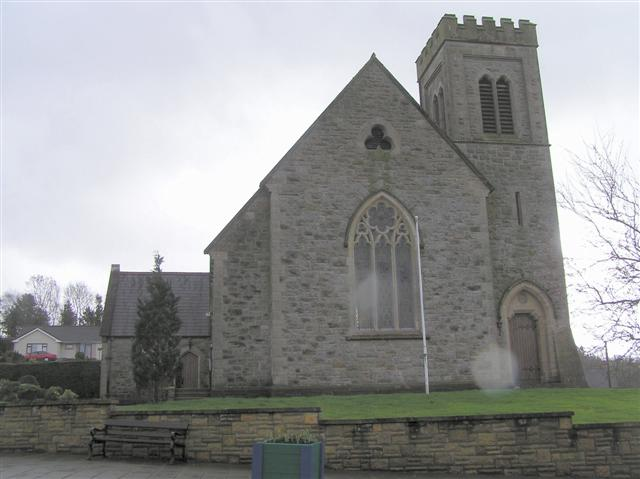
Église méthodiste de Ballinamallard.